# Wilson Tadeu Jönck
Wilson Tadeu Jönck SCI (* 10. Juli 1951 in Vidal Ramos) ist ein brasilianischer Ordensgeistlicher und römisch-katholischer Erzbischof von Florianópolis.

## Leben
Wilson Tadeu Jönck trat der Ordensgemeinschaft des Dehonianer bei und legte am 2. Februar 1972 die Profess ab. Der Bischof von Rio do Sul, Tito Buss, weihte ihn am 17. Dezember 1977 zum Priester.
Papst Johannes Paul II. ernannte ihn am 11. Juni 2003 zum Weihbischof in São Sebastião do Rio de Janeiro und Titularbischof von Gemellae in Byzacena. Der Erzbischof von São Sebastião do Rio de Janeiro, Eusébio Oscar Kardinal Scheid SCI, spendete ihm am 16. August desselben Jahres die Bischofsweihe; Mitkonsekratoren waren Orlando Brandes, Erzbischof von Londrina, und Tito Buss, Altbischof von Rio do Sul. Sein Wahlspruch Maximus amor pro amicis mori (lateinisch: Die höchste Liebe ist es, für die Freunde zu sterben) ist angelehnt an einen Vers aus dem Johannesevangelium (Joh 15,13 ).
Am 26. Mai 2010 wurde er von Papst Benedikt XVI. zum Bischof von Tubarão ernannt und am 18. Juli desselben Jahres in das Amt eingeführt. Papst Benedikt XVI. ernannte ihn am 28. September 2011 zum Erzbischof von Florianópolis.